# Kreta (distrikt)
Kreta (bulgariska: Крета) är ett distrikt i Bulgarien.   Det ligger i kommunen Obsjtina Guljantsi och regionen Pleven, i den norra delen av landet, 150 km nordost om huvudstaden Sofia.
Trakten runt Kreta består till största delen av jordbruksmark. Runt Kreta är det ganska tätbefolkat, med 108 invånare per kvadratkilometer.